# Expo/Vermont (métro de Los Angeles)
Expo/Vermont est une station du métro de Los Angeles desservie par les rames de la ligne E et située dans le quartier d'Exposition Park à Los Angeles en Californie.

## Localisation
Station du métro de Los Angeles située en surface, Expo/Vermont est située sur la ligne E, à l'intersection de Exposition Boulevard et de Vermont Avenue.

## Histoire
La station Expo/Vermont actuelle est mise en service le 28 avril 2012, lors de l'ouverture de la ligne E.

## Service

### Desserte
Expo/Vermont est desservie par les rames de la ligne E du métro. Elle est notamment située à proximité de l'Université de Californie du Sud (USC) et du Los Angeles Memorial Coliseum.

### Intermodalité
La station est desservie par les lignes d'autobus 102, 204, 550 et 754 de Metro. 

## Architecture et œuvres d'art
La station abrite l’œuvre Neighborhood Portrait: Reconstructed de Jessica Polzin McCoy qui comprend des photographies d'habitations du quartier reproduites sur céramique. 